# Andreas Khol
Andreas Khol (Bergen auf Rügen, 14 luglio 1941) è un politico austriaco, esponente del Partito Popolare e presidente del Consiglio nazionale dal 2002 al 2006.